# La Tare
La Tare és una pel·lícula muda francesa escrita i dirigida per Louis Feuillade i estrenada l'1 d'octubre de 1911.
Aquesta pel·lícula forma part de la sèrie La Vie telle qu'elle est.

## Sinopsi
L'Anna treballa en una sala de ball, un lloc força dubtós. A partir d'aquí, la traslladen a un metge que li ofereix feina. La dona es mostrarà tan indispensable que esdevindrà cap d'infermera. Però el seu passat torna a perseguir-la. Li fan xantatge, es nega a cedir i la seva reputació és destruïda.

## Repartiment
- Jean Aymé : Alphonse Marnier
- Renée Carl : Anna Moulin, dite Nana
- Henri Collen : Dr. Paul Perrin
- Max Dhartigny
- Marie Dorly : una dame de caritat
- Pauline Royer : una jove florista
- Alice Tissot
- Edmond Bréon